# Marián Varga

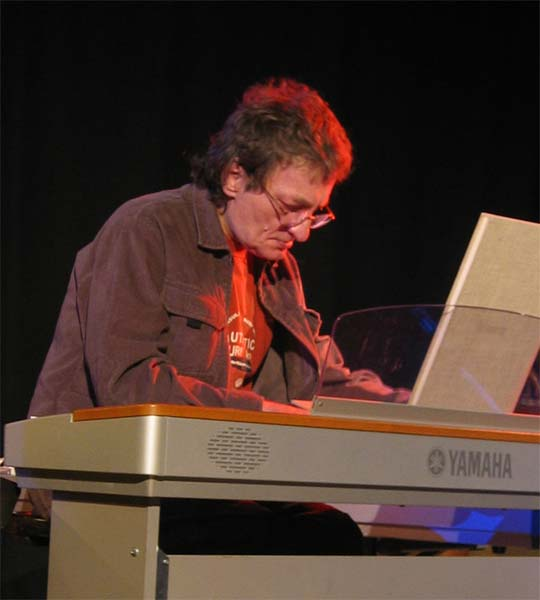
Marián Varga während eines Konzerts (2004)

Marián Varga (* 29. Januar 1947 in Skalica, Tschechoslowakei; † 9. August 2017) war ein slowakischer Musiker und Komponist.

## Leben
Seit seinem siebten Lebensjahr besuchte er eine Musikschule und nahm parallel Privatunterricht in Komposition bei Professor Ján Cikker. Später wurde er Schüler des Konservatoriums in Bratislava, wo er bei Roman Berger Klavier und bei Andrej Očenáš Komposition studierte.
Nach drei Jahren verließ er 1967 das Konservatorium und wurde zunächst Mitglied der Rockband Prúdy. Später gründete er die erste slowakische Artrock-Band Collegium Musicum. Deren Repertoire bestand überwiegend aus Instrumentalmusik, die Themen der klassischen Musik von Haydn, Bartók, Strawinsky u. a. interpretierte, sowie aus eigenen Werken mit ersten Anklängen der künstlerischen Postmoderne (z. B. „Eufónia“ aus dem Album Konvergencie), die zur Grundlage seiner damaligen Arbeit wurde.
Nach der Auflösung von Collegium Musicum (1979) entschloss sich Marián Varga für eine Solokarriere und widmete sich als einer der ersten slowakischen Musiker der absoluten Improvisation, also der Komposition von Musik in Echtzeit.
Daneben schrieb er auch Songs, in Zusammenarbeit mit Pavol Hammel veröffentlichte er fünf Alben und komponierte das erste slowakische Rockmusical Cyrano z predmestia (Cyrano aus der Vorstadt).

## Auszeichnungen
Der slowakische Präsident Andrej Kiska verlieh Varga am 13. Januar 2015 das Pribina-Kreuz II. Klasse für seine Verdienste um die slowakische Kultur im Bereich der Musikkunst. Zu seinem Geburtstag am 29. Januar 2016, erhielt Varga bei einem Galaabend die Kristallschwinge (Krištáľové krídlo) für sein Lebenswerk.

## Diskografie
Soloalben:
- Stále tie dni (1984)
- Solo in Concert (2003)
- Marián Varga & Moyzesovo kvarteto (2006)
- Hommage à Marián Varga (2006)
- Marián Varga & Noneto (2011)

mit der Band Prúdy:
- Zvoňte, zvonky (1969)
- Prúdy 1999 (1999)

mit dem Collegium Musicum:
- EP Hommage à J.S.Bach / Ulica plná plášťov do dažďa (1970)
- Collegium Musicum (1970)
- Konvergencie (1971)
- Collegium Musicum Live (1973)
- Marián Varga & Collegium Musicum (1975)
- Continuo (1978)
- On a ona (1979)
- Divergencie (1981)
- Divergences (1982)
- Collegium Musicum '97 (1997)
- Speak, Memory (2010)

Compilations (Auswahl)
- Hommage à Johann Sebastian Bach (8:00) – Aufnahme Amiga 1973 – sampler Hallo Nr. 11 (Amiga 8 55 341, 1973)

mit Pavol Hammel:
- Zelená pošta (1972)
- Na II. programe sna (1976)
- Cyrano z predmestia (1978)
- Všetko je inak (1989)
- Labutie piesne (1993)

mit Vladimír Mert:
- Cestou k... / Stabil – instabil (1992)

mit Karel Kryl und Daniela Bakerova:
- Dvě půle lunety aneb rebelant o lásce (1992)

mit Pavol Fajt, Václav Cílk, Josef Klíč a Geert Waegeman:
- Souhvězdí Santini (2009)

Andere Werke:
- „Stará doba“ (Marián Varga / Kamil Peteraj), Zora Kolínska, Collegium Musicum, B-Seite LP „Taká, taká som“ (Opus 90 43 0203, 1972)
- „Piesočný dom“ (Marián Varga / Kamil Peteraj), Marie Rottrová, Collegium Musicum und Festivalorchester – Aufnahme eines Konzerts der Bratislavská lýra 1973, A-Seite der LP „Piesočný dom“ (Opus 90 43 0277, 1973)